# Frans Luyckx

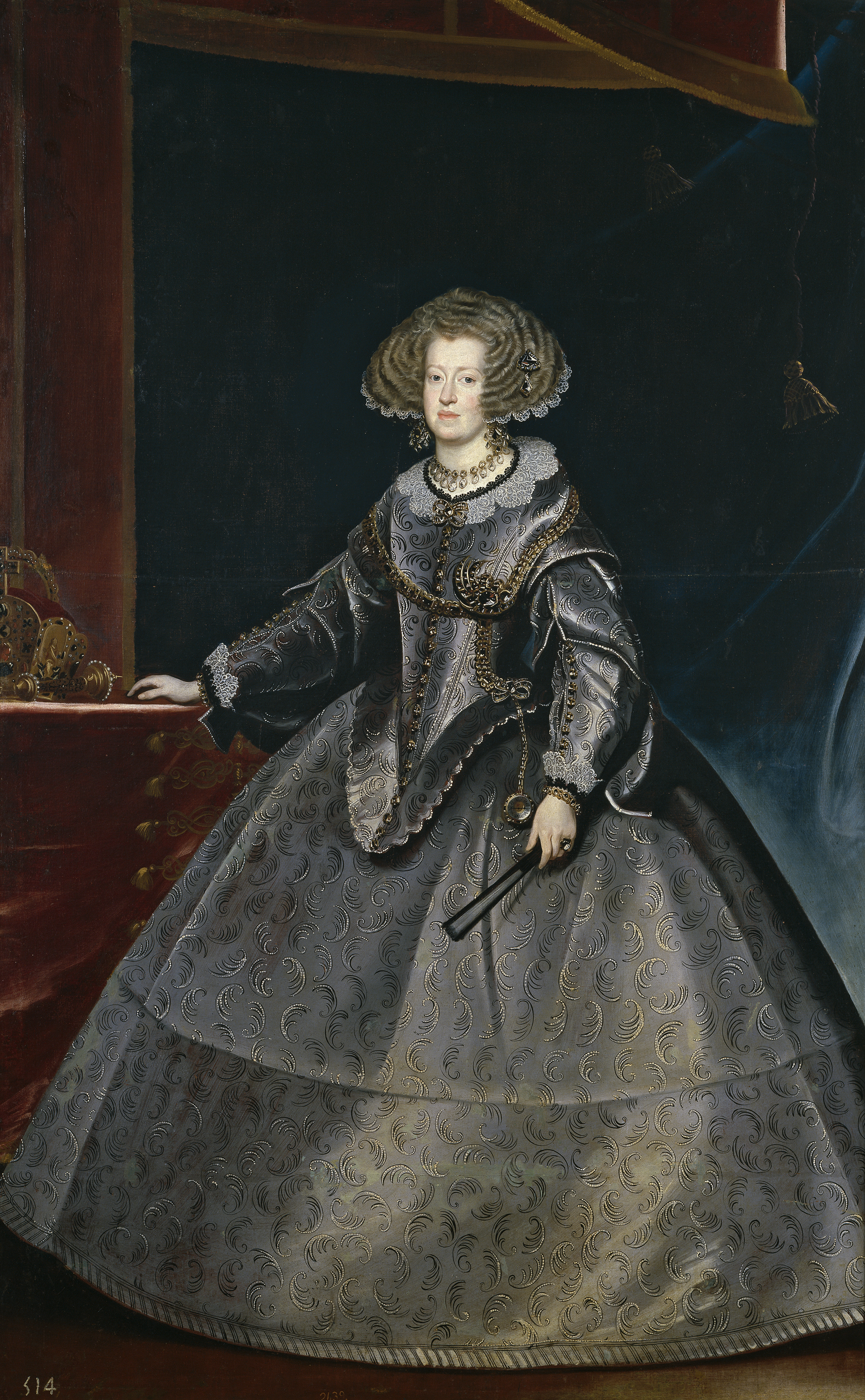
María de Austria, reina de Hungría, óleo sobre lienzo, 215 x 147 cm, Madrid, Museo del Prado.

Frans Luyckx o Luycks (Amberes, 1604-Viena, 1668) fue un pintor barroco flamenco, pintor de cámara del emperador Fernando III y de su sucesor, Leopoldo I, y el más importante retratista de la corte vienesa a mediados del siglo XVII.

## Biografía
Bautizado en Amberes el 17 de abril de 1604, se desconoce todo lo relativo a su formación. En 1635 se encontraba en Roma y en 1638 entró al servicio de la corte imperial permaneciendo en Viena al menos desde 1647 hasta su muerte.
Pintor de temas de historia y motivos religiosos, en los que se advierte el conocimiento de la pintura de Rubens,  Frans Luyckx es conocido principalmente por los numerosos retratos que pintó de los miembros de la corte de los Habsburgo, severos y convencionales conforme al estilo cortesano de fines del siglo XVI. Retratos como el de María de Austria, reina de Hungría, del Museo del Prado, evidencian por otra parte el conocimiento de la obra de Velázquez, gracias al intercambio de obras de arte entre las cortes europeas, pero interpretando la obra del maestro sevillano con el estilo caligráfico y seco de Justus Sustermans y otros maestros flamencos.